# Boutersem
Boutersem és un municipi belga de la província de Brabant Flamenc a la regió de Flandes. Està compost per les seccions de Boutersem, Kerkom, Neervelp, Roosbeek, Vertrijk i Willebringen.